# Scytodes semipullata
Scytodes semipullata är en spindelart som först beskrevs av Simon 1909.  Scytodes semipullata ingår i släktet Scytodes och familjen spottspindlar.
Artens utbredningsområde är Tibet. Inga underarter finns listade i Catalogue of Life.